# فرانسه در المپیک تابستانی ۱۹۲۴
فرانسه در بازی‌های المپیک تابستانی ۱۹۲۴ که در شهر پاریس فرانسه برگزار شد، کاروان فرانسه با ۴۰۱ ورزشکار در این رقابت‌ها شرکت کرد و موفق به کسب ۳۸ مدال (۱۳ طلا، ۱۵ نقره، ۱۰ برنز) شد. در جدول رتبه‌بندی توزیع مدال‌ها، فرانسه در ردهٔ ۳ مسابقات قرار گرفت.